# Frontera Corozal
Frontera Corozal est une localité du Mexique, située dans la région du Chiapas. Elle fait partie de la municipalité d'Ocosingo.
Frontera Corozal se trouve sur les rives du fleuve Usumacinta qui sert de frontière avec le Guatemala.
Pour atteindre le site de Yaxchilan, ancienne cité maya, il faut emprunter une pirogue (lancha) à partir de Frontera Corozal.